# Misak Terzibasiyan
Misak Terzibasiyan (Helsinki, 1964) es un arquitecto holandés.

## Biografía
La madre de Terzibasiyan, Vappu Viuha, era finlandesa y su padre, el diseñador de moda Edward Terzibasiyan, armenio. Misak Terzibasiyan cursó estudios de 1985 a 1991 en la Universidad Técnica de Eindhoven, donde se especializó en Arquitectura, Diseño Urbanístico y Tecnología de Acabados en Construcción. Entre 1991 y 1994 trabajó como arquitecto en Colonia. Desde 1994 hasta 2003 se desempeñó como arquitecto en diversos estudios de arquitectura de los Países Bajos. En 2003, Terzibasiyan fundó en Eindhoven su propio estudio de arquitectura, UArchitects. Es miembro de la comisión de bienestar de diferentes municipios y publica trabajos periódicamente en la página web de Architect.

## Premios y nominaciones
Desde 2003, Terzibasiyan ha recibido diversas nominaciones y ha ganado diferentes premios, tanto nacional como internacionalmente, entre los cuales se encuentran el primer premio de la Brede school, de Bocholt, el premio Edu Build 2011, el premio German Design 2014, con la obra Split-View, el premio Dirk Roosenberg 2015, con la obra ’t Hofke, el premio Victor de Stuers en 2017, con la obra IKC de Geluksvogel [Centro Infantil Integral "El Afortunado"], el premio American Architecture 2016, en la categoría “Education”, de Modern Collective Living, y el premio BB Green 2017, en China, el segundo premio del World Architecture & Design Awards 2019, con la obra IKC de Geluksvogel, y el ganador del premio Muse Design de 2019, con la obra IKC de Geluksvogel. Inclusión en la lista de candidatos de 2019 para el premio Worldwide Brick Award, con la obra IKC de Geluksvogel.